# بيروسبيرون
بيروسبيرون (لولان) هو أحد مضادات الذهان غير النمطية من عائلة الأزابيرون. ظهر الدواء لأول مرة في اليابان بواسطة شركة داينيبون سوميتومو للأدوية في عام 2001 لعلاج مرض الفصام وحالات الهوس الحادة من مرض ثنائي القطب.

## الاستخدامات الطبية
يستخدم البيروسبيرون بشكل أساسي في في علاج مرض الفصام والهوس ثنائي القطب.|

## الفصام
في تجربة سريرية لمفارنة البيروسبيرون مع الهالوبيريدول لعلاج الفصام، وُجد أنه ينتج عنه التحكم الكلي في الأعراض بشكل ملحوظ. وفي تجربة سريرية أخرى تمت مقارنة البيروسبيرون مع موسابرامين وأنتج انخفاضًا مشابهًا في مجموع نقاط مقياس العلامات الإيجابية والسلبية لأعراض الفصام، باستثناء ما يتعلق بالصدمة التي تؤثر على جزء من النتيجة السلبية لنظام القياس، حيث أنتج البيروسبيرون تحسنًا أكبر بكثير. وفي تجربة سريرية مفتوحة التسمية تقارن أريبيبرازول مع بيروسبيرون، لم يكن هناك فرق كبير بين العلاجين المكتشفين من حيث الفعالية والتحمل. ووجدت تجربة سريرية في عام 2009 أن بيروسبيرون أنتج انخفاضًا مشابهًا في درجات مقياس العلامات الإيجابية والسلبية لأعراض الفصام عن ريسبيريدون وأن الآثار الجانبية خارج الهرمية كانت مماثلة في كل من مرات حدوثها وشدتها بين المجموعتين.
وجد تحليل تلوي نشر في عام 2013 أن البيروسبيرون أقل فعاليةً من الناحية الإحصائية من مضادات الذهان من الجيل الثاني الأخرى.

## الآثار السلبية
يملك البيروسبيرون نسبة أعلى من الآثار الجانبية خارج السبيل الهرمي من مضادات الذهان غير النمطية الأخرى، ولكن لا تزال أقل من تلك التي تظهر مع مضادات الذهان النمطية. لوحظ وجود اتجاه في تجربة سريرية تقارن موسابرامين مع بيروسبيرون التي فضلت بيروسبيرون لإنتاج آثار جانبية خارج هرمية أقل بروزًا من موسابرامين على الرغم من عدم الوصول إلى الدلالة الإحصائية. قد يؤدي البيروسبيرون إلى إطالة فترة كيو تي بشكل أقل من زوتيبين، كما حدث في مريض انتقل من استخدام الزوتيبين إلى البيروسبيرون فحدث بتصحيح فاصل كيو تي المطول. ويميل بيروسبيرون أيضًا إلى إنتاج آثار جانبية خارج السبيل الهرمي بشكل أقل من هالوبيريدول في تجربة سريرية قارنت الاثنين على الرغم من عدم وجود دلالة إحصائية.

## الخصائص الدوائية
يرتبط البيروسبيرون بالمستقبلات التالية بدرجة تقارب عالية جدًا:
- مستقبل 5-HT1A (ناهض جزئي = 2.9 نانومتر)
- مستقبل 5-HT2A (كناهض معكوس ؛ كي = 1.3 نانومتر)
- مستقبل D2 (Ki = 0.6 نانومتر)